# Euphorbia coccinea
Euphorbia coccinea là một loài thực vật có hoa trong họ Đại kích. Loài này được B.Heyne ex Roth mô tả khoa học đầu tiên năm 1821.